# Mångkulturella folkhögskolan
Mångkulturella folkhögskolan, en del av finska folkhögskolan, är en mångkulturell folkhögskola belägen i primärområdena Angered centrum, Bergsjön, Frölunda torg  och Gårdsten i Göteborg. Folkhögskolan är grundad av finska invandrare och öppen för alla, men framförallt för personer med utländsk bakgrund. Den första kursen startade 1980 för finsktalande. Skolan blev självständig 1991. Huvudman är Finska folkhögskolans Stiftelse.

## Historik
1980 startade den första folkhögskolekursen för finsktalande, eftersom det fanns en stor grupp av finländare i Göteborg på den tiden. Kursen gavs i samarbete med Göteborgs folkhögskola. Fler kurser gavs därefter och 1982 bildades en stödförening för en finsk folkhögskola.
1984 inleddes ett samarbete med Axevalla folkhögskola och 1985 startades en filial i Angered, där många finska invandrare bodde. Finska folkhögskolan samarbetade även med Nordiska folkhögskolan och Göteborgs folkhögskola fram till 1993 då skolan blev självständig.
I början var skolan helt finsk, men efter första året bestämde styrelsen att verksamheten skulle omfatta alla invandrargrupper. Tanken var från början att folkhögskolan skulle finnas nära invandrares bostadsområden. Från 1999 började man använda namnet Mångkulturella folkhögskolan.

## Verksamhet
Mångkulturella finska folkhögskolan vill främja ”medborgerlig bildning i en interkulturell lärandemiljö”. Verksamheten består av folkhögskolekurser, yrkeshögskola (behandlingspedagog), etableringskurs, svenska från dag ett, svenskundervisning för invandrare, förskola med montessori-inriktning och olika projektverksamheter.